# Phyllomys blainvillii
Phyllomys blainvillii är en däggdjursart som först beskrevs av Jourdan 1837.  Phyllomys blainvillii ingår i släktet Phyllomys och familjen lansråttor. Inga underarter finns listade i Catalogue of Life.
I genomsnitt är arten 28,0 cm lång (huvud och bål) och svanslängden är 20,2 cm. Enligt 2 exemplar har arten 4,3 till 4,5 cm långa bakfötter samt 1,5 till 1,7 cm stora öron. De mjuka håren på ovansidan är ockra med några svarta avsnitt. Dessutom är ovansidan täckt av upp till 2,4 cm långa taggar som är ljusa nära roten, svartaktiga i mitten och orangebruna vid spetsen. Spetsen är särskilt smal och liknar en piska. På undersidan förekommer krämfärgad päls med gul skugga på några ställen. Svansens gulbruna hår blir mörkare och nästan svartaktiga fram till spetsen och där bildas en liten tofs. Jämförd med Phyllomys lamarum är taggarna mera gömda i pälsen och svansen päls är tjockare så att fjällen är gömda.
Denna gnagare förekommer i östra Brasilien. Den lever i delvis lövfällande skogar samt i mindre trädgrupper. Individerna klättrar i växtligheten och bygger sina bon av blad i trädens håligheter. De är aktiva på natten och äter troligen blad.